# Нам-Кон-Сон 2
Нам-Кон-Сон 2 — трубопровідна система, яка забезпечує транспортування видобутого природного газу з родовищ у в'єтнамському секторі Південно-Китайського моря.
З 2002 року блакитне паливо басейну Нам-Кон-Сон постачається до берегового газопереробного заводу Дінг-Ко через газопровід Нам Кон Сон. Але у середині 2010-х розробка нових родовищ призвела до створення другої трубопровідної системи, реалізація якої передбачає два етапи:
1. Перша черга складається з трубопроводу довжиною 151 км та діаметром 650 мм від родовища Хай-Тач (Hai Thach) до процесингової платформи родовища Т'єн-Унг (Thien Ung) і звідти до платформи BT-7 на відомому нафтовому родовищі Бач-Хо. Останнє з 1990-х років обслуговується іншою газопровідною системою — Куу-Лонг, до якої й було здійснено врізку.
2. На другому етапі в район Бач-Хо виведуть трубопровід від газоконденсатного родовища Су-Ту-Транг (басейн Куу-Лонг. до якого відноситься й саме Бач-Хо). Його розробка поки що відбувається за схемою ресайклінгу, а товарний газ в об'ємі до 0,5 млрд м3 пропускається через систему Бач-Хо. Проте з 2020 року Су-Ту-Транг повинне перейти до широкомасштабної розробки власне газових покладів зі збільшенням товарної продукції втричі. Як наслідок появи додаткового ресурсу, спорудять нову ділянку системи Нам Кон Сон 2 від платформи BT-7 до ГПЗ Дінг-Ко, на якому планується облаштувати другу чергу, здатну забезпечувати вилучення 300 тисяч тонн зрідженого нафтового газу та 170 тисяч тонн конденсату на рік. А для видачі метанової фракції планується спорудити додаткову нитку довжиною 30 км та діаметром 750 мм від ГПЗ Дінг-Ко до розподільчого центру Пху-Май.